# 河内大和地震
河内大和地震（かわちやまとじしん）は、1936年（昭和11年）2月21日、大阪府・奈良県境付近を震源として発生した、マグニチュード 6.4、最大震度5の地震である。
2分以上にわたって激しい揺れが続き、大阪測候所の地震計の針が振り切れるほどだったといわれる。

## 震源と規模、特徴
1936年（昭和11年）2月21日午前10時8分、近畿地方を強い地震が襲った。マグニチュードは 6.4、震源の深さは約10キロメートル。震源は二上山の南方、北緯34度29分2秒、東経135度43分4秒で大阪府と奈良県の県境付近で発生したことから「河内大和地震」と名付けられた。
地震の範囲は近畿地方のほぼ全域にわたり、激しく揺れた大阪府中部および奈良県北西部で震度5、岡山や甲府でも揺れを観測した。前震は記録されないが、余震は震度3が2回、震度2が2回、震度1が23回、本震を合わせ26日までに102回の揺れが観測された。
この地震は内陸型地震とほぼ断定されており、2016年現在では奈良県北葛城郡王寺町から大和郡山市の間を走る大和川断層帯の活動とする説が有力である。
この地震の4年前に王寺町西側の府県境付近、 大阪府中河内郡堅上村峠（現柏原市）で亀の瀬地すべりといわれる大規模な地すべりが発生しており、当時はその関連を指摘する声もあったが、その後の調査で特に関係のないことが判明した。

## 各地の震度
震度4以上の揺れを観測した地点は以下の通り。
| 震度 | 都道府県 | 観測地点                          |
| ---- | -------- | --------------------------------- |
| 5    | 京都府   | 京都市中京区西ノ京                |
| 5    | 大阪府   | 大阪市中央区大手前                |
| 5    | 奈良県   | 奈良市半田開町（旧）              |
| ４   | 福井県   | 敦賀市松栄町                      |
| ４   | 三重県   | 津市島崎町 伊賀市緑ヶ丘本町（旧） |
| ４   | 滋賀県   | 彦根市城町（旧）                  |
| ４   | 和歌山県 | 和歌山市男野芝丁                  |

各地の測候所で強い揺れが報告された地点は以下の通り。
| 震度              | 管区       | 報告地点 |
| ----------------- | ---------- | --- |
| 5 強震            | 八木管内   | 八木、郡山、岡、王寺、高田、五條、南日裏 |
| 5 強震            | 大阪管内   | 大阪、八尾、富田林 |
| 5 強震            | 京都管内   | 京都、木津、大河原、田辺、宇治、伏見、向日、醍醐、山科、西ノ京、東九条、下鴨、大原、比叡山、本梅、亀岡、西別院、富本、園部、檜山、細見、宮崎、綾部、舞鶴、五十河、久美濱、細野 |
| 5 強震            | 津管内     | 木ノ本 |
| 5 強震            | 彦根管内   | 大津、石山、水口、日野、佐目、吉槻、虎姫、北小松、堅田、政所、今津、坊 |
| 5 強震            | 福井管内   | 高濱 |
| 5 強震            | 徳島管内   | 小松島 |
| 5 強震            | 豊岡管内   | 香住 |
| ４ 強震（弱き方） | 彦根管内   | 彦根 |
| ４ 強震（弱き方） | 津管内     | 津、柘植、尾鷲、奥津、上野、名張 |
| ４ 強震（弱き方） | 和歌山管内 | 和歌山、橋本、應其、高野山、下神野 |
| ４ 強震（弱き方） | 岐阜管内   | 大垣、板取、東横山 |
| ４ 強震（弱き方） | 福井管内   | 敦賀、朝日 |
| ４ 強震（弱き方） | 徳島管内   | 富岡 |
| ４ 強震（弱き方） | 豊岡管内   | 西氣 |

## 被害
大阪府中河内郡堅上村（現柏原市）の採石場で岩塊が崩壊、作業員10人余が巻き込まれ2人が圧死。大阪市西淀川区の高さ約50mの煙突の上で作業中の作業員3人が地上に振り落とされて即死。大阪市旭区の高さ約18mの煙突が折れ、地上に投げ出された作業員2人が重傷など。奈良県では北葛城郡高田町（現大和高田市）で避難しようとした女性が地震で倒れた隣家の塀の下敷きになって死亡した。これらを含め大阪、奈良両府県で死者9人、負傷者59人、家屋全半壊148戸などの被害があった。
奈良県では震源周辺の北葛城郡を中心に被害が大きく、高田町では道路や空き地に火鉢を出して寒空に耐えるなど、落ち着かない生活がしばらく続いたという。また高市郡（現橿原市など）は奈良県では建物の被害を最も多く出した地域で、家屋の倒壊はなかったものの八木警察署の調べでは家屋損傷は727戸、建物倒壊は13棟、小学校の損傷6棟に上っている。

### 文化財への被害
法隆寺は寺内各建物に安置された多くの仏像が破損したり転倒したりし、この地震で最も被害を受けた寺院であった。寺院を取り囲む築地塀なども所々崩れたが、世界最古の木造建築物自体にはほとんど破損がなく、その建築手法を賞賛する声も聞かれた。
奈良市内では、薬師寺は厚さ50センチメートルの壁が10メートルほど崩れたほかは伽藍には大きな被害はなかったが、すぐ近くの唐招提寺では土壁が2か所で崩壊し、礼堂の東側側壁が破損、中央伽藍の基台に亀裂、経蔵の屋根の破損、灯籠数基が倒れるなどした。春日大社では石灯籠が10基ほど倒れたが（春日大社の石灯籠は1,600余りあり、何基倒れたという記録が過去の地震の揺れを推測する目安にされる）、東大寺は転害門の壁がわずかに崩れ瓦が少し飛んだ程度の被害で済んでいる。
震源に近い地域では、當麻寺では金堂に安置された国宝（現重要文化財）多聞天像掌中の多宝塔が落ちた他、中之坊庭園の石灯籠がことごとく倒壊、あずまやも倒れそうな状態であったが、堂塔の被害はなかった。また香芝春日神社には、この地震で被害を受けた社殿を改修した記念碑が残っている。

### 鉄道施設への被害
大阪府南部の鉄道において路盤の変形、沈下、橋梁や跨線橋、ガードの変状などが相次いだ。大阪鉄道（後の近鉄）では、古市駅 - 河内長野駅間、柏原駅 - 道明寺駅間、古市駅 - 久米寺駅が不通となったほか、大阪電気軌道や南海電鉄でも運休区間が発生した。